# Vladimir Iakimov
Vladimir Nikolaïevitch Iakimov (en russe : Владимир Николаевич Якимов) est un joueur russe de volley-ball né le 24 octobre 1987. Il mesure 2,03 m et joue attaquant.

## Clubs
| Club                 | De        | À         |
| -------------------- | --------- | --------- |
| Saranskkabel Saransk |           | 2011-2012 |
| Prikame Perm         | 2012-2013 | ...       |

## Palmarès
Néant.